# Ндзуани
Ндзуани, также — Анжуа́н (ком. Ndzwani, фр. Anjouan, араб. أنجوان‎) — остров в Индийском океане, Коморские острова. Является вторым по величине островом архипелага (площадь 424 км²). Высшая точка острова — вулкан Нтринги (1595 м). Население острова согласно переписи 2003 года — 259 100 чел, по оценкам на 2006 год — более 277 500 чел.
Ндзуани (Анжуан) входит в состав Союза Коморских Островов в качестве одноимённого автономного региона. Его административный центр и крупнейший город — Муцамуду. С 2007 по 2008 год на территории Ндзуани существовало одноимённое непризнанное государство, ликвидированное в ходе операции на острове.
На острове был распространён подвид ястреб-перепелятник острова Анжуан, который, возможно, является вымершим.

## Административное деление

Флаг Ндзуани в 1997—2012 годах

Флаг Ндзуани (с 2012)

Автономный регион делится на 5 префектур:
- Муцамуду (préfecture de Mutsamudu)
- Уани (préfecture de Ouani)
- Домони (préfecture de Domoni)
- Мремани (préfecture de Mrémani)
- Сима (préfecture de Sima)